# Josef Florian
Pour les articles homonymes, voir Florian.
Josef Florian, né le 9 février 1873 à Stará Říše en margraviat de Moravie, et mort le 29 décembre 1941  dans cette même ville est un éditeur et traducteur tchécoslovaque. 

## Biographie
Josef Florian a passé la plus grande partie de sa vie dans son village natal, mais il avait un bureau pragois, que tint par exemple Staša Jílovská
. Grand lecteur, il se consacra à l'édition et à la traduction : il est reconnu pour la haute qualité des livres publiés par sa modeste compagnie de Stará Říše. Celle-ci, située dans la campagne morave, accueillait des peintres et des typographes de talent qui contribuèrent à l'aspect visuel et pratique des livres fabriqués, et ce en dépit des faibles moyens financiers de l'éditeur.
Josef Florian traduisit et édita des œuvres d'auteurs locaux, mais aussi étrangers et notamment français, sur des sujets aussi divers que la philosophie, la théologie, la littérature médiévale et l'étude scientifique ; au total près de 400 ouvrages, parus aux éditions Dobré dílo, Studium, Nova et Vetera, Kurs et Archy.

## Remarques
Florian a beaucoup fait pour la connaissance de la littérature française en Tchéquie. Il entretenait une correspondance avec des auteurs tels que Remy de Gourmont et Marcel Schwob ainsi qu'avec certains critiques français qui lui envoyèrent de nombreux livres. Il fit connaître dans son pays les écrivains Jules Barbey d'Aurevilly, Georges Bernanos, Jacques Maritain, Léon Bloy... Ce dernier lui dédiera d'ailleurs son essai Belluaires et porchers, en 1905 : "Ce livre est offert à l'un des rares survivants du christianisme, à Josef Florian, propagateur de Léon Bloy en Moravie".